# Galaxia Sculptorul

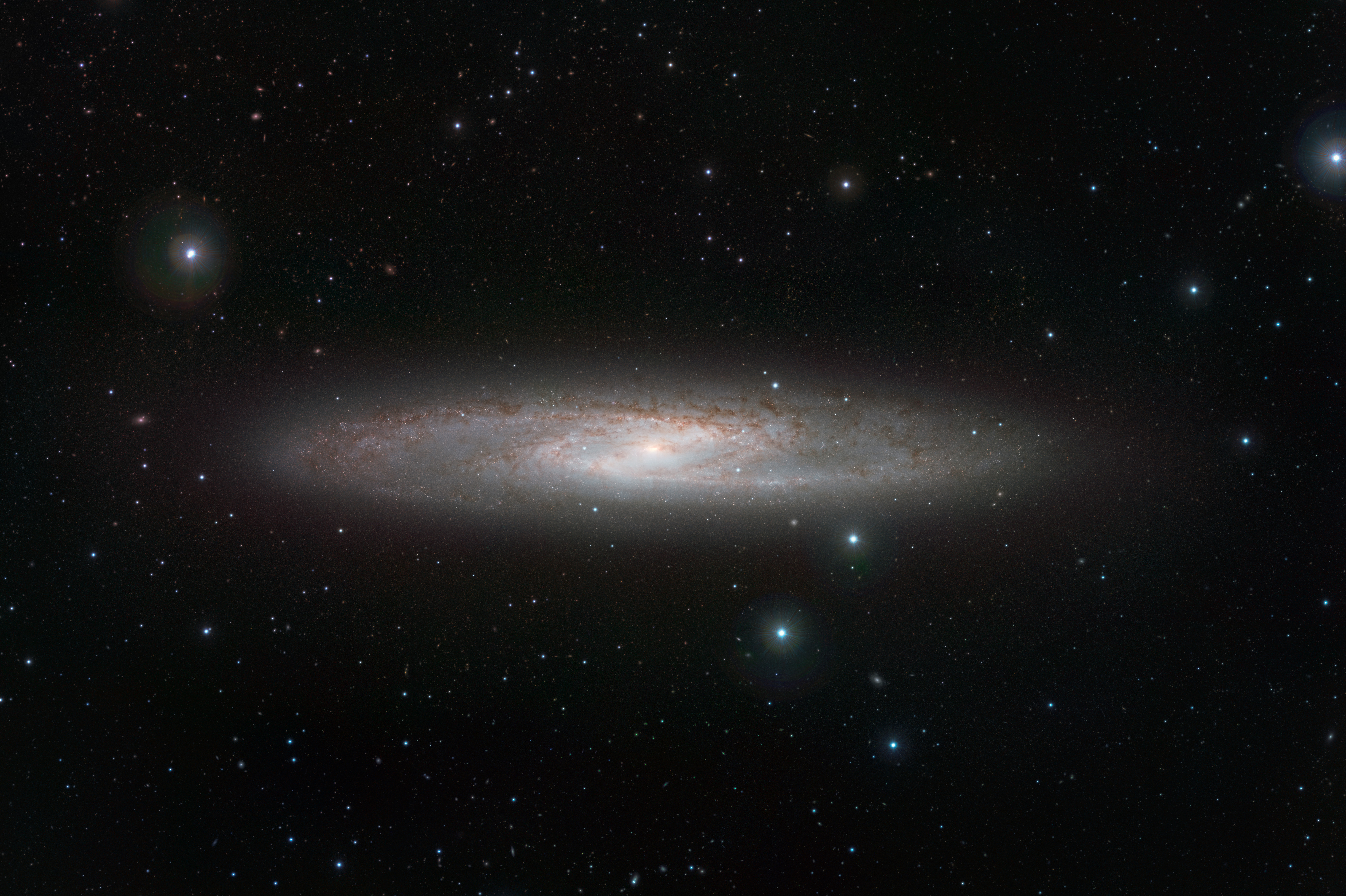
NGC 6822

NGC 253, Caldwell 65 sau Galaxia Sculptorul este o galaxie spirală intermediară din constelația Sculptorul și se află la o distanță de aproximativ 11,4 milioane de ani-lumină de Pământ. A fost descoperită în 23 septembrie 1783 de către Caroline Herschel. De asemenea, a fost observată încă o dată în 30 octombrie 1783 de către William Herschel și în 14 octombrie 1830 de către John Herschel.